# Turneria dahlii
Turneria dahlii is een mierensoort uit de onderfamilie van de Dolichoderinae. De wetenschappelijke naam van de soort is voor het eerst geldig gepubliceerd in 1901 door Forel.